# 巫永福
巫永福（1913年3月11日—2008年9月10日），號永州，是一位臺灣的作家，其文學創作持續到戰後，為跨越語言的一代之成員。其主要成就在文學創作上，如詩歌、小說作品，其作品曾被選入中、日文各種選集；其次是創立巫永福文化基金會，並設立數個文學獎項以推動台灣文學。

## 生平概要
巫永福生於臺灣日治時期的南投廳埔裏社支廳；他有同父異母兄弟巫永昌及巫重興等人。
自公學校畢業後，他就讀於臺中州立臺中第一中學校；日後又負笈日本，就讀明治大學文藝科。1932年，他在東京與張文環、王白淵等臺灣籍留學生籌組「台灣藝術研究會」，發行日治時期臺灣第一份文藝雜誌—《福爾摩沙》，並在其中發表作品。1935年，巫永福完成學業返臺，考入臺灣新聞社擔任記者，並加入多位臺灣作家籌組的「台灣文藝聯盟」以及張文環所創辦的《台灣文學》。
戰後，因政治氣氛肅殺，巫永福停筆一段時間，先服務於臺灣信託株式會社，後轉入陳炘創辦的「臺灣大公企業」，1950年，楊基先當選臺中市長，他被延攬為市府秘書兼市長機要。楊市長卸任後，他也與之同進退。1956年，受聘為中國化學製藥公司總經理，1963年任職於新光產物保險公司，成為該公司的副總經理。
1967年，巫永福加入笠詩社，重新回到文壇，並於吳濁流過世後毅然接下《台灣文藝》雜誌發行人的職位。 1979年，巫永福提供資源創辦臺灣第一個文學評論獎「巫永福評論獎」。1993年，他成立了財團法人巫永福文化基金會，並增設「巫永福文學獎」，推動台灣文學的理論建設和創作活動。
1997年，他獲得首屆台灣文學家牛津獎。
2003年，他出版臺語俳句集《春秋》。
巫永福與詹冰、黃靈芝等人，皆嘗試在現代詩之外於臺灣另造新的當代詩體，對日後臺灣的自由句發展產生影響。

## 著作

### 自行或後人整理出版
至2014年10月4日，已知的有：
- 巫永福著，《風雨中的長青樹》，中央書局，1986年。
- 巫永福著，《霧社緋櫻：永州詩集》，笠詩社，1990年。
- 巫永福著，《木像：永州詩集》，笠詩社，1990年。
- 巫永福著，《不老的大樹：永州詩集》，笠詩社，1990年。
- 張恆豪編，《翁鬧、巫永福、王昶雄合集》，前衛出版社，1991年。
- 巫永福編，《巫翁巫水公派下族譜》，巫永福，1992年。
- 巫永福著，《地平線的失落》，南投縣立文化中心，1995年。
- 沈萌華主編，《巫永福全集》，台北市傳神福音，1996年，共15冊。
- 巫永福著，《我的風霜歲月：巫永福回憶錄》，望春風文化出版，2003年。
- 巫永福著，《春秋：臺語俳句集》，春暉出版社，2003年。
- 巫永福文化基金會編，《巫永福小說集》，巫永福文化基金會，2005年。
- 巫永福文化基金會編，《巫永福現代詩自選集》，巫永福文化基金會，2005年。
- 趙天儀編，《巫永福集》，台南市國立台灣文學館，2008年。（收錄其詩作，屬於「台灣詩人選集」系列）
- 巫永福文化基金會編，《巫永福精選集》（共3冊），富春文化，2010年。

### 收錄在他人著作
至2014年10月4日為止，已知的有：
- 陳明台主編，《陳千武譯詩選集》，台中市文化局，2003年8月初版。（收錄其日文新詩作品：〈愛〉、〈在橋上〉、〈誰都不知不覺的時候〉、〈祖國〉、〈門前的狗〉、〈春天和夏天之間〉、〈嫩草〉、〈嫉妒〉、〈樹的夢〉、〈在鬼崖上〉、〈發呆的口哨〉、〈春的媚態〉、〈清爽的夜空〉等）

- 林瑞明主編，《國民文選‧現代詩卷I》，台北市：玉山社，2005年。（該書收錄巫永福的詩作〈在誰都不知道的時候〉、 〈乞丐〉、〈土〉等）

## 外部連結
- 國立台中圖書館
- 吳三連台灣史料基金會
- 台灣作家作品目錄資料庫——巫永福 （页面存档备份，存于）